# Struisbaai
Struisbaai ist ein Küstendorf in der Gemeinde Cape Agulhas, Distrikt Overberg, Provinz Westkap in Südafrika. 2011 hatte der Ort 3877 Einwohner. Bekannt ist der Ort für seinen 14 Kilometer langen weißen Sandstrand. Gegründet wurde er Mitte des 19. Jahrhunderts; der Fischerhafen wird heute noch genutzt.
Zur Herkunft des Namens Struisbaai gibt es mehrere Theorien:
entweder strawbay bezieht sich auf die in früheren Zeiten aus Stroh gebauten Fischerhütten
oder abgeleitet vom niederländischen Wort (vogel)struijs für die in früheren Zeiten häufig anzutreffenden Straußenvögel
oder abgeleitet vom alten niederländischen Wort für „gewaltig“, unter Bezug auf den langen Strand

## Sehenswürdigkeiten
- Hotagterklip Cottages, restaurierte historische Fischerhäuser am Ortseingang, alle sind als Nationaldenkmal ausgewiesen. Einige werden jetzt als Ferienhäuser vermietet.
- Anglikanische Kirche, mit Stroh gedeckt, unter Denkmalschutz stehend
- der 14 Kilometer lange Sandstrand
- die im Hafen lebenden Stachelrochen